# Camilla Carstens
Camilla Carstens, född 6 februari 1977, är en före detta norsk handbollsspelare.

## Klubblagsspel
Sitt första år som senior spelade hon för Fjellhammar IL i Norge. Efter att ha spelat ett år 1997–1998 i franska ASPTT Metz (nu Metz handball) fick hon landslagsdebutera i Norge. År 1998 till 2001 spelade hon för Ikast FS i Danmark. Hon tröttnade på att spela som högernia och bytte klubb för att få omväxling. År 2001 bytte hon klubb till Kolding och där spelade hon till 2005.

## Landslagsspel
Carstens debuterade i landslaget 30 oktober 1998 mot Frankrike och fick samma år spela i europamästerskapet där Norge tog guld. Hon spelade bara två matcher i mästerskapet men hon spelade i finalen. Hon stod inte för några mål i EM 1998. Hon spelade bara 13 matcher och gjorde 12 mål i landslaget. Sista landskampen spelade hon 12 december 2000 i EM mot Danmark.